# 藤原順子
藤原 順子（ふじわら の のぶこ、大同4年（809年） - 貞観13年9月28日（871年11月14日））は、第54代仁明天皇の女御であった人物。皇太后。藤原冬嗣の長女で母は尚侍藤原美都子。通称は五条后である。

## 略歴
仁明天皇の東宮時代に入侍した。仁明天皇の寵愛を受け、天長4年（827年）、道康親王（のちの文徳天皇）を生む。天長10年（833年）仁明天皇の即位後、11月に女御となり従四位に叙される。承和9年（842年） 承和の変により恒貞親王が廃太子され、道康親王が立太子。承和11年（844年）1月従三位に叙される。
嘉祥3年（850年）、仁明天皇没。文徳天皇の即位後、皇太夫人となる。仁寿4年（854年）、皇太后となる。先帝の淳和天皇の皇后(正子内親王)は立后したが、順子は仁明天皇の在位中は女御に留まり、所生子が天皇に即位した後に皇太夫人となり折を見て皇太后で立后した、順子から約90年間は皇后不在の時代が続くこととなった。貞観3年（861年）2月、落飾。6月受戒（戒師：天台座主円仁）。貞観6年（864年）、太皇太后となった。貞観13年（871年）9月28日崩御。墓所は後山階陵。

## 伝承
- 『日本三代実録』によれば、容姿が美しい穏やかな女性だったと伝えられる。（巻二十 清和紀二十「美姿色。雅性和厚」より）
- 順子が「五条后」と称されたのは、その邸・東五条院（五条宮）に由来する。
- 『伊勢物語』第五段によると在原業平と順子の姪である藤原高子が密かに恋に落ちたのは、高子が入内前、この邸にいた時で、門からは入れない業平は、子どもが踏みあけておいた塀の崩れから忍び込んだらしい（「…門よりもえ入らで、童べの踏みあけたる築地のくづれより通ひけり」）。第四段によると、ほどなく高子は別の場所（藤原良房邸・染殿か）に移されてしまったらしい。
- 宇治郡に安祥寺を建立した、また藤原乙牟漏が建立した大原野神社を勧請したとも伝えられる。

## 系譜
- 父：藤原冬嗣
- 母：藤原美都子（藤原真作女）

- 夫：仁明天皇（正良親王）
- 子：文徳天皇（道康親王）

- 同母兄弟：藤原長良、藤原良房、藤原良相
- 異母兄弟：藤原良方、藤原良門、藤原良輔、藤原良仁、藤原古子（文徳天皇女御）、藤原良世